# San Andrés Xecul
San Andrés Xecul é uma cidade da Guatemala do departamento de Totonicapán.